# Distribució de claus quàntica
La distribució de claus quàntica és el procés d'utilitzar comunicació quàntica per establir una clau compartida entre dues parts. És l'aplicació més coneguda i més desenvolupada de la criptografia quàntica, la criptografia que utilitza principis de la mecànica quàntica per a garantir l'absoluta confidencialitat de la informació transmesa. Les actuals tècniques de la criptografia quàntica permeten a dues persones crear, de manera segura, una clau secreta compartida que pot ser usada com a clau per xifrar i desxifrar missatges utilitzant mètodes de criptografia simètrica.
La criptografia quàntica com a idea es va proposar a la dècada del 70, però no és fins a 1984 que es publica el primer protocol.
Una de les propietats més importants de la criptografia quàntica és que si un tercer intenta fer eavesdropping durant la creació de la clau secreta, el procés s'altera detectant l'intrús abans que es transmeti informació privada. Això és una conseqüència del principi d'incertesa de Heisenberg, que ens diu que el procés de mesurar en un sistema quàntic pertorba aquest sistema.
La seguretat de la criptografia quàntica descansa en les bases de la mecànica quàntica, a diferència de la criptografia de clau pública tradicional la qual descansa en supòsits de complexitat computacional no demostrada de certes funcions matemàtiques.
La criptografia quàntica està propera a una fase de producció massiva, utilitzant làser és per emetre informació a l'element constituent de la llum, el fotó, i conduint aquesta informació a través de fibres òptiques.

## Conceptes bàsics
La criptografia és la disciplina que tracta de la transmissió i emmagatzematge de dades de manera que no puguin ser compresos ni modificats per tercers. Els diferents mètodes de criptografia actualment utilitzats necessiten que dues persones que vulguin comunicar informació intercanviïn de manera segura una o més claus, una vegada que les claus han estat intercanviades, els interlocutors poden transferir informació amb un nivell de seguretat conegut. Però aquesta forma de treballar basa la seguretat de les transmissions exclusivament en la seguretat en l'intercanvi de claus. La forma més segura de fer aquest intercanvi de claus és de manera presencial, però això no és possible en la majoria dels casos, donat el múltiple nombre d'interlocutors amb els quals es vol intercanviar informació confidencial (bancs, botigues a Internet, col·legues de treball en seus distants, etc.). De manera que el punt on hi ha menys seguretat en l'intercanvi d'informació confidencial està en el procés d'intercanvi i transmissió de les claus.
La mecànica quàntica descriu la dinàmica de cada partícula quàntica (fotons, electrons, etc.) En termes d'estats quàntics, assignant una probabilitat a cada possible estat de la partícula per mitjà d'una funció.
Alguns aspectes a considerar de la mecànica quàntica:
- Superposició : Una partícula pot tenir més d'un estat a la vegada, en altres paraules, es troba en realitat "repartida" entre tots els estats que li siguin accessibles.

- La mesura no és un procés passiu com se suposava en la mecànica clàssica, ja que altera el sistema.

- Col·lapse d'estats : Una partícula que es troba repartida entre tots els seus estats accessibles, com que mesura s'altera el seu estat superposat determinant en quin estat particular, d'entre una varietat d'estats possibles, es troba.

- Incertesa : A la teoria quàntica, alguns parells de propietats físiques són complementàries (per exemple, la posició i el momentum), en el sentit que és impossible saber el valor exacte de totes dues. Si es mesura una propietat, necessàriament s'altera la complementària, perdent-se qualsevol noció del seu valor exacte. Mentre més precisa sigui la mesura sobre una propietat, més gran serà la incertesa de l'altra propietat.

- Entrellaçament : Dues partícules quàntiques poden tenir estats fortament correlacionats, ja que es van generar al mateix temps o que interaccionar, per exemple, durant un xoc. Quan això passa es diu que els seus estats estan entrellaçats, el que fa que la mesura sobre una d'elles determina immediatament l'estat de l'altra, sense importar la distància que les separi. Aquest fenomen s'explica aplicant les lleis de conservació del moment i de l'energia. (veure Paradoxa EPR)

Les partícules utilitzades habitualment en la criptografia quàntica són els components de la llum o fotons, i els estats que s'utilitzen per a ser entrellaçats o superposats entre si són els seus dos estats de polarització, que és una de les característiques conegudes de la llum, encara que no sigui directament perceptible.
Un foto pot ser polaritzat artificialment en una direcció en particular pel que fa a la seva adreça de desplaçament. Aquesta polarització pot ser detectada mitjançant l'ús de filtres, orientats en el mateix sentit en el qual la llum va ser polaritzada. Aquests filtres deixen passar els fotons polaritzats en un estat i absorbeixen els polaritzats en l'altre.

## Intercanvi de claus quàntiques
Com es va dir anteriorment, les tècniques actuals de la criptografia quàntica permeten la construcció d'una clau secreta compartida que pot ser usada com a clau per xifrar i desxifrar missatges.

### Dos protocols diferents

#### BB84
Aquest protocol es va publicar el 1984 per Charles H. Bennett i Gilles Brassard i amb ell es produeix el naixement de la criptografia quàntica.
En aquest protocol, la transmissió s'aconsegueix utilitzant fotons polaritzats enviats entre l'emissor (tradicionalment de nom Alice) i el receptor (de nom Bob) mitjançant un canal quàntic, per exemple, una fibra òptica. D'altra banda, també es necessita l'existència d'un canal públic (no necessàriament quàntic) entre Alice i Bob, com ara Internet o ones de ràdio, el qual s'utilitza per enviar informació requerida per a la construcció la clau secreta compartida. Cap dels canals necessita ser segur, és a dir, s'assumeix que un intrús (de nom Eve) pot intervenir per tal d'obtenir informació.
Cada foto representa un bit d'informació, zero o un i la informació s'aconsegueix mitjançant la codificació d'estats no ortogonals, per exemple rectilínies (horitzontal i vertical) o bé diagonalment (en angle de 45 º i 135 º), com es mostra a la taula de sota. També es pot ocupar una polarització circular (horari o antihorària). Tant Alice com Bob, poden emetre fotons polaritzats.
| Bases       | 0                  | 1                          |
| ----------- | ------------------ | -------------------------- |
| Rectilínies | Vertical cap amunt | Horitzontal cap a la dreta |
| X           | Nord-est           | Sud-est                    |

 Primer pas : El protocol comença quan Alice decideix enviar una seqüència de fotons polaritzats a Bob. Per a això, Alice genera una seqüència aleatòria de bases, per exemple, entre rectilínies (+) i diagonals (x), la qual és emmagatzemada momentàniament. Un cop fet això, Alice utilitza el canal quàntic per emetre a Bob un fotó polaritzat a l'atzar usant les bases que ella va generar (un foto per cada base), registrant la polarització amb la que va ser emès.
Alice té llavors la seqüència de bases utilitzades i la polarització dels fotons emesos.
La mecànica quàntica diu que no es poden fer un mesurament que distingeixi entre 4 estats de polarització diferents si és que aquests no són ortogonals entre si, en altres paraules, l'única mesura possible és entre dos estats ortogonals (base). És així que per exemple, si es mesura en una base rectilínia, els únics resultats possibles són horitzontal o vertical. Si el fotó va ser creat amb una polarització horitzontal o vertical (amb un generador d'estats rectilini), aleshores aquesta mesura donarà el resultat correcte. Però si el fotó va ser creat amb una polarització de 45 º o 135 º (generador diagonal), llavors la mesura rectilínia llancés un resultat d'horitzontal o vertical a l'atzar. És més, després d'aquesta mesura, el fotó quedarà polaritzat en l'estat en el qual va ser mesurat (horitzontal o vertical), perdent-se tota la informació inicial de la polarització.
 Segon pas : Com Bob no sap les bases que va ocupar Alice per generar els fotons, no li queda altra opció més de mesurar la polarització dels fotons utilitzant una base aleatòria generada per ell (rectilínia o diagonal).
Bob registra les bases que va utilitzar per mesurar els fotons i també els resultats de cada mesurament.

 Tercer pas : Alice i Bob es contacten per mitjà del canal públic per comunicar les bases que van utilitzar per generar i llegir respectivament: Bob envia les bases que ell ús i Alice envia les bases que ella va fer servir.
Tots dos descarten els mesuraments (bits) on no van coincidir en les bases (com a mitjana es descarta la meitat dels bits). Els bits que van quedar van ser generats i mesurats amb la mateixa base, de manera que la polarització registrada és la mateixa per a Alice i per Bob.
Fins aquest pas, en una comunicació ideal, Alice i Bob ja tenen una clau secreta compartida determinada pels bits que van quedar.
| Bits aleatoris d'Alice                  | 0                  | 1                          | 1       | 0                  | 1                          | 0        | 0                          | 1                          |
| Bases d'Alice                           | Rectilínies        | Rectilínies                | X       | Rectilínies        | X                          | X        | X                          | Rectilínies                |
| Fotons enviats per Alice                | Vertical cap amunt | Horitzontal cap a la dreta | Sud-est | Vertical cap amunt | Sud-est                    | Nord-est | Nord-est                   | Horitzontal cap a la dreta |
| Bases aleatòries amb les que mesura Bob | Rectilínies        | X                          | X       | X                  | Rectilínies                | X        | Rectilínies                | Rectilínies                |
| Mesures de Bob                          | Vertical cap amunt | Nord-est                   | Sud-est | Nord-est           | Horitzontal cap a la dreta | Nord-est | Horitzontal cap a la dreta | Horitzontal cap a la dreta |
| INTERCANVI PÚBLIC DE BASES              |                    |                            |         |                    |                            |          |                            |                            |
| Clau secreta compartida                 | 0                  |                            | 1       |                    |                            | 0        |                            | 1                          |

 Quart pas : Com que pot existir alguna impuresa al canal quàntic o, pitjor encara, un intrús podria haver interceptat la transmissió de fotons, la polarització dels fotons va poder haver estat alterada per la qual cosa Alice i Bob han de comprovar que efectivament els bits que no van ser descartats coincideixen en el seu valor.
Si un intrús intenta mesurar els fotons que va fer Alice, igual que Bob no sap amb quina base es van generar, per la qual cosa ha de realitzar els seus mesuraments usant bases a l'atzar el que inevitablement introduiria una pertorbació en els fotons enviats per Alice si és que no coincideixen a la base. Tampoc podria generar els fotons originals d'Alice, ja que el teorema de no-clonació garanteix que és impossible reproduir (clonar) la informació transmesa sense conèixer per endavant l'estat quàntic que descriu la llum.
Si un intrús va intentar obtenir informació dels fotons llavors, amb una alta probabilitat, les seqüències de bits d'Alice i Bob no coincideixen. Per tal de detectar la presència de l'intrús, Alice i Bob revelen segments de la clau generada. Si difereixen en una quantitat superior a un mínim determinat, llavors s'assumeix l'existència d'un intrús i es avorta la comunicació.
Hi ha tècniques perquè la informació revelada de la clau sigui el menor possible (per exemple usant funcions de Hash). També hi ha tècniques per poder reparar la seqüència de bits en cas que no hi hagi hagut un calce total (per exemple, en el cas d'una interferència).

 Cinquè pas : Per codificar un missatge es pot utilitzar el mateix canal quàntic amb fotons polaritzats, o utilitzar el canal públic xifrant el missatge amb un algorisme de xifrat, ja que la clau per al xifrat s'ha transmès de manera absolutament segura.

#### Fotons entrellaçats
L'esquema de criptografia quàntica obtinguda a partir de parells de fotons entrellaçats va ser proposat per Artur Ekert a 1991.
L'esquema de comunicació és similar al del protocol BB84. La diferència és que es necessita a més una font que produeixi una sèrie de parells de fotons entrellaçats. Aquesta font pot estar en mans d'Alice, Bob o algun tercer, l'important és que de cada parell de fotons entrellaçats produït, una foto arribi a Alice i l'altre a Bob.
Si Alice i Bob mesuren per veure quin tipus de polarització rectilínia tenen els seus respectius fotons (tots dos mesuren en la mateixa base), obtindran sempre respostes oposades (anticorrelación).
Previ a la mesura és impossible predir quin estat obtindrà cada fotó, per la qual cosa Alice i Bob mesuren independentment amb una base aleatòria. Si totes dues bases no coincideixen, llavors la anticorrelación es perd i el resultat de la mesura no servirà. A causa d'això i anàlogament al protocol BB84, Alice i Bob s'intercanvien les bases que van utilitzar per mesurar els seus respectius fotons, per saber quins bits són els que corresponen a la clau generada.
Si un intrús intentés mesurar d'alguna manera algun dels fotons entrellaçats, no pot saber per endavant les bases d'Alice i Bob pel que no té altra opció més que mesurar amb una base aleatòria, això provocarà que el seu intent de mesura alterarà el resultat d'Alice i Bob.
Igual que en el protocol BB84, també es necessita verificar part de la clau secreta per tal de saber si algú va estar interceptant la comunicació i de reparar la clau en cas d'interferència o errors de transmissió.
L'avantatge d'aquest protocol, és que la clau es genera "naturalment a l'atzar", ja que és impossible saber per endavant què polarització tindrà cada fotó.

## Implementació de la criptografia quàntica
Basat en aquests principis, es defineixen protocols de comunicació que utilitzen la polarització dels fotons per a codificar informació binària que conformarà la clau secreta. Aquests protocols inclouen mecanismes de correcció en cas d'errors de transmissió.
Els primers productes comercials de criptografia quàntica van sortir al mercat el 2002. Des de llavors els avenços no deixen de produir-se i l'adopció d'aquesta tecnologia, encara que lenta al principi, tendeix a accelerar-se.